# MÁV-Baureihe 22
Die MÁV-Baureihe 22 (ab 1957 275) war eine Tenderlokomotivreihe der ungarischen Staatsbahnen MÁV für den Nebenbahnverkehr. Sie war für leichte Personenzüge auf Nebenbahnstrecken mit leichtem Oberbau im Fahrplan der Motortriebwagen entwickelt worden und wurde daher als Motorersatz-Dampflokomotive bezeichnet.

## Geschichte

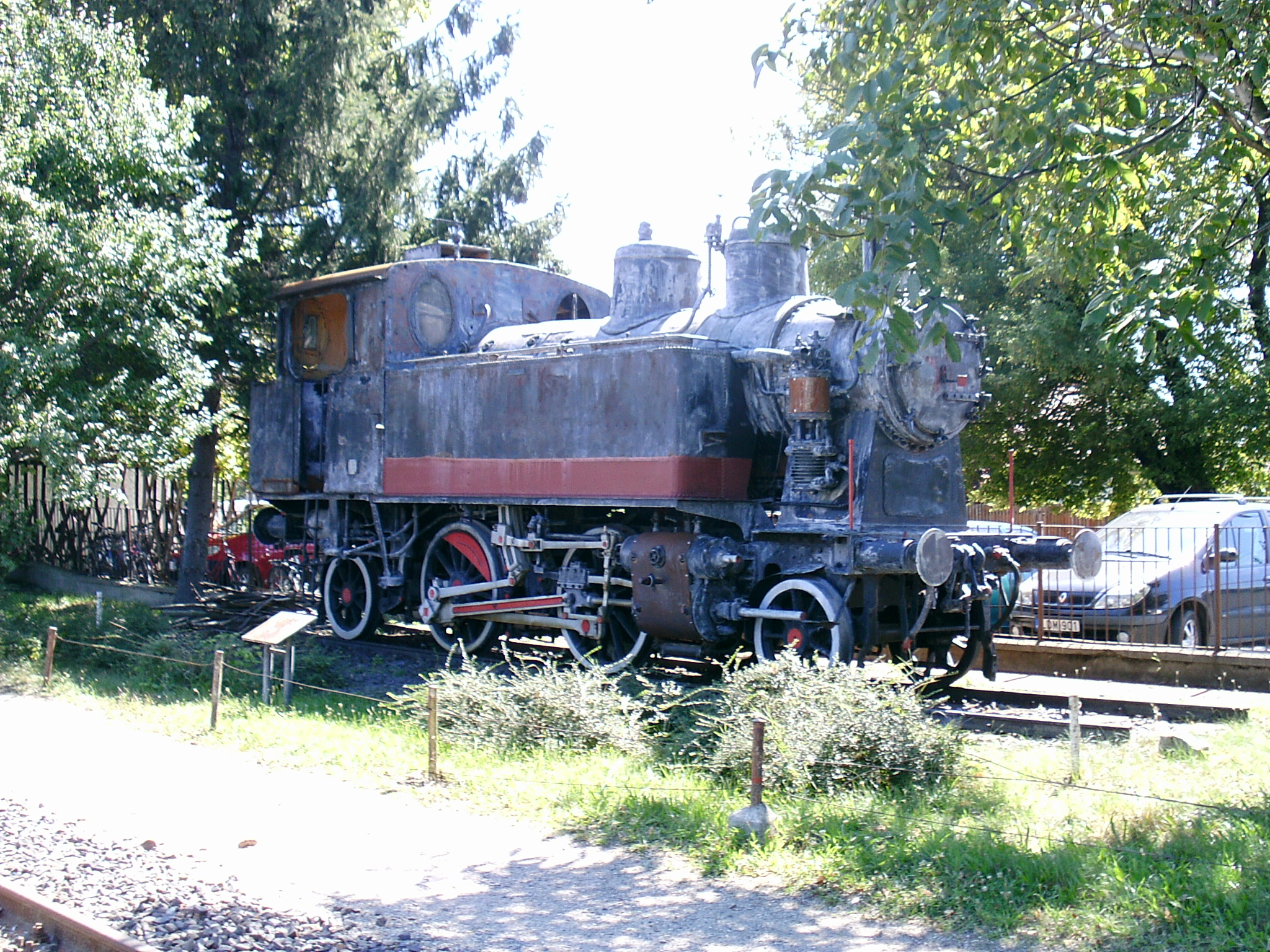
MÁV 275.120 in Tiszafüred

In den wirtschaftlich schwierigen Jahren 1920–1930 trennten die MÁV auf Nebenbahnen den Güter- vom Personenverkehr. Personenzüge sollten, wenn nicht mit Triebwagen, mit leichten und relativ schnellen Dampflokomotiven befördert werden.
Nach der Modernisierung einiger um 1910 beschaffter Nassdampf-Lokomotiven erschien um 1928 diese Tenderlokomotive, mit der Züge in beiden Richtungen mit gleicher Geschwindigkeit befördert werden konnten.
Aus der Literatur sind unterschiedliche Angaben über die tatsächlich hergestellten Fahrzeuge zu entnehmen. Fest steht, dass die Lokomotiven für die MÁV in der MÁVAG hergestellt wurden.
Die Fahrzeuge waren beliebte Lokomotiven und versahen ihren Dienst über 50 Jahre lang. Sie waren in der Lage, auf ebener Strecke 120 t Last mit 70 km/h bzw. 160 t mit 60 km/h zu befördern. In den 1930er Jahren führten sie auch saisonale Schnellzüge mit 120 t Last zwischen Budapest und Balatonfüred. Vom Betriebsdienst erhielten sie den Spitznamen Lutscher. Erst die fortschreitende Verdieselung auf den Nebenbahnen machten sie entbehrlich, wobei die Ausmusterungsdaten aus der Literatur nicht zu entnehmen sind. Die 22.034 wurde 1985 im Bahnbetriebswerk Landler erneuert und steht seitdem für den Nostalgiezugbetrieb zur Verfügung. Außerdem sind noch einige Lokomotiven als nicht betriebsfähige Exemplare erhalten. Bekannt sind die 275.064, die 275.120 und die 275.118.

## Technische Merkmale
Die Lokomotive ist eine Heißdampf-Zwillingsmaschine mit zwei Kuppelradsätzen. Seitens der Ausführung der Dampfmaschine gab es einige Unterschiede: Je ein Drittel der Lokomotiven war mit Kupferfeuerbüchse, mit Feuerbüchse mit gewölbter Rippendecke sowie mit Stahlfeuerbüchse ausgerüstet.  Das Verhältnis 1:39 zwischen Rost- und wasserberührter Kesselheizfläche zeigt, dass die Lokomotiven für den Gebrauch von Kohle mit niedrigerem Heizwert bemessen waren.
Das Laufwerk war mit Laufachsen der Bauart Adams-Webb ausgelegt. Es ermöglichte einen ruhigen Lauf der Lokomotive auch bei 85 km/h, die bei Probefahrten erreicht wurden.
Der Achsdruck konnte wahlweise zwischen 9 t und 10 t umgestellt werden.

## Reihe 16 in Jugoslawien
Die Jugoslovenske Državne Železnice (JDŽ), die Staatsbahn des 1918 entstandenen Jugoslawien, benötigte Anfang der 1930er Jahre neue Lokomotiven für das umfangreiche Netz an Nebenstrecken in der Vojvodina. 1932 bis 1934 lieferte die MÁVAG insgesamt 13 Exemplare der Reihe 22, die sich gut bewährten und von der JDŽ als Reihe 16 bezeichnet wurden. Ab 1938 lieferte die Wagon-, Maschinen- und Brückenfabrik Slawonski Brod in Slavonski Brod, das heutige Unternehmen Đuro Đaković, bis 1941 insgesamt weitere 22 Exemplare der Reihe 16 als Lizenzfertigung. Sie wichen in einzelnen Maßen geringfügig von den von der MÁVAG gelieferten Exemplaren ab. Die 1938 ausgelieferte Lokomotive 16-014 erhielt den Namen Sava und war die erste in Jugoslawien hergestellte Normalspurdampflokomotive. Einige Exemplare erhielten versuchsweise Ventilsteuerungen der Bauart Caprotti, die aber nach 1945 durch herkömmliche Heusinger-Steuerungen ersetzt wurden.
Infolge des Zweiten Weltkriegs blieben einige Exemplare der Reihe 16 in Ungarn, umgekehrt kamen fünf Stück der MÁV-Baureihe 22 nach Jugoslawien. Das Einsatzgebiet der Reihe 16 blieben weiterhin die Nebenbahnen der Vojvodina, die letzten Exemplare wurden Anfang der 1970er Jahre rund um Sombor eingesetzt.